# Dutch Open (snooker)
De Dutch Open werd vier keer gehouden in de eerste bloeiperiode van snooker in Nederland, eind jaren tachtig, begin jaren negentig. Illustere namen als Stephen Hendry, John Parrott, Ken Doherty, Alex Higgins en Tony Drago sierden de deelnemerslijst.
Toen de snookerrage afkoelde, kwam er qua prijzengeld en deelnemersveld nooit meer een toernooi van de grond dat de status en het predicaat Dutch Open waardig was. Tot de Interconnect Dutch Open van 2004.
De eerste Dutch Open vond in 1987 plaats in Ahoy Rotterdam. Ex-amateurwereldkampioen Jon Birch won van de latere profwereldkampioen John Parrott. In de finale klopte Birch de Noord-Ierse legende Alex ‘Hurricane’ Higgins (1e op WK Profs 1972, 1982). De prijzenpot bedroeg 60.000 gulden.
Het Veronica TV Gebouw te Hilversum was in 1989 het toneel van de tweede Dutch Open. Joe Johnson (1e WK 1986) en Stephen Hendry (later zevenvoudig wereldkampioen) haalden de finale niet. Mike Hallett versloeg Darren Morgan in de eindstrijd en incasseerde daarmee 10.000 gulden.
In 1990 werd de derde Dutch Open gehouden in de Lijnbaan Snooker Centre te Rotterdam. Winnaar werd de latere wereldkampioen Peter Ebdon, die daarmee 7500 gulden verdiende. Hij versloeg in de finale Tony Knowles, voormalig nummer twee van de wereldranglijst. Ken Doherty verloor in de voorronden.
De vierde Dutch Open werd in 1993 gehouden in het Turfschip te Breda. Onder de 112 deelnemers waren profs als Peter Francisco, Martin Clark, Mark King en Alain Robidoux. In de finale won Mike Hallett opnieuw, ten koste van Lee Richardson. Hallett kreeg een cheque van 10.000 gulden.
Na twaalf jaar onderbreking kreeg in december 2004 de vijfde Dutch Open gestalte. Liefst 160 spelers kwamen naar SC De Dieze in Den Bosch voor de Interconnect Dutch Open. De Belg Bjorn Haneveer, tweevoudig Europees kampioen, versloeg in de finale het Amsterdamse talent Lennon Starkey.
In 2005 kende de zesde editie van de Interconnect Dutch Open – ook weer gespeeld in SC De Dieze Den Bosch - een deelnemersrecord van 182 spelers, onder wie negentien profs. Bjorn Haneveer prolongeerde zijn titel in de finale tegen Michael Holt, met een hoogste break van 142.
De zevende Interconnect Dutch Open 2006 in De Dieze Den Bosch telde 149 spelers, onder wie een record van 27 professionals, zoals Ian McCulloch en Joe Swail (voormalige halvefinalisten op het WK) en Dave Harold (winnaar Asian Open). Rijzende ster Michael Wild verraste in de finale topfavoriet Mark King.
De Interconnect Open 2007 wordt georganiseerd onder de vlag van de DBSA (Dutch Billiards & Snooker Association) die zich vorig seizoen afscheidde van de KNBB. De DBSA is nu de grootste snookerbond in Nederland (circa 75 procent van alle teams en spelers). Het naamrecht Dutch Open is echter in KNBB-handen. De Interconnect Open 2007 kent 172 inschrijvingen, onder wie 22 professionals.

## Plaats van evenement
| jaar      | plaats           | hal                     |
| --------- | ---------------- | ----------------------- |
| 1988      | Rotterdam        | Ahoy Rotterdam          |
| 1989      | Hilversum        | Veronica TV Gebouw      |
| 1990      | Rotterdam        | Lijnbaan Snooker Centre |
| 1993      | Breda            | Turfschip               |
| 2004-2013 | 's-Hertogenbosch | De Dieze                |

## Winnaars
| Seizoen           | Winnaar        | Winnaar | Verliezend finalist | Verliezend finalist | Score |
| ----------------- | -------------- | ------- | ------------------- | ------------------- | ----- |
| Dutch Open        |                |         |                     |                     |       |
| 1987              | John Birch     | ENG     | Alex Higgins        | NIR                 | 6-2   |
| 1989              | Mike Hallett   | ENG     | Darren Morgan       | WAL                 | 6-5   |
| 1990              | Peter Ebdon    | ENG     | Tony Knowles        | ENG                 | 6-4   |
| 1993              | Mike Hallett   | ENG     | Lee Richardson      | ENG                 | 6-1   |
| Interconnect Open |                |         |                     |                     |       |
| 2004              | Bjorn Haneveer | BEL     | Lennon Starkey      | NED                 | 6-1   |
| 2005              | Bjorn Haneveer | BEL     | Michael Holt        | ENG                 | 6-1   |
| 2006              | Michael Wild   | ENG     | Mark King           | ENG                 | 6-5   |
| 2007              | Michael Holt   | ENG     | Barry Pinches       | ENG                 | 6-4   |
| 2008              | Stuart Bingham | ENG     | Joe Swail           | NIR                 | 6-3   |
| 2009              | Bjorn Haneveer | BEL     | Matthew Couch       | ENG                 | 6-3   |
| 2011              | Barry Pinches  | ENG     | Bjorn Haneveer      | BEL                 | 6-3   |
| 2012              | Bjorn Haneveer | BEL     | Gerrit bij de Leij  | NED                 | 7-3   |
| 2013              | Luca Brecel    | BEL     | Bjorn Haneveer      | BEL                 | 5-3   |